# ペネオス

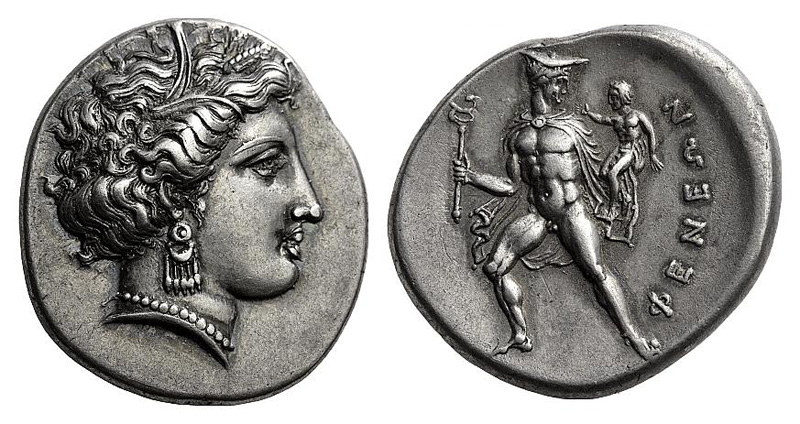
古代ペネオスの硬貨。

ペネオス（古希: Φένεος , Φενεός, Pheneos, 英: Pheneus）は、古代ギリシアのアルカディア地方の北東部にあった都市である。フェネオスとも表記される。

## 地理
ペネオスの領土はペニアティス（古希: Φενεατική, Pheniatis）あるいはペネアティス（古希: Φενεᾶτις, Peneatis）、ペニケ（古希: Φενική, Penike）と呼ばれ、北はアカイア地方のアイギラとペレネ、東はステュムパロス、西はクレイトル、南はカピュアイとオルコメノスに囲まれていた。ペネオスの領土は高山、キュレネ山とアロアニア山の山々の支脈によって、四方を閉ざされている。長さは約12キロ（7マイル ）ある。
北の山から2つの小川が流れ、谷の中央で合流している。合流した川は古代にはオルビオスあるいはアロアニオスの名前を冠していた。南の山には開口部はないが、合流した川の水は石灰岩の地下水路（カタヴォトラ, Καταβόθρα）によって運ばれ、地下を流れた後、ラドン川の水源として再び現れる。初期の住民はこの川の水を単一の水路で地下水路に流すために、長さ50スタディオン、幅9メートル（30フィート）の運河を建設した。ヘラクレスによって建設されたと伝えられているこの運河は、パウサニアスの時代には機能しなくなっており、川は再び以前のように不規則に流れを変えた。しかし運河の痕跡は後の時代まで残り、1806年にウィリアム・マーティン・リークがペネオスを訪れたときも、運河の土手の1つは谷の中でひときわ目を引くものとなっていた。パウサニアスによると、ヘラクレスの運河は地下水路が妨げられ、川の水が排出口を失った結果、増水の危険にさらされた谷を守ることができなかった。ペネオス人はかつて自分たちの都市がそのような洪水で押し流された証拠に、山々の高さまで水位が上昇したことを示す痕跡を指摘した。パウサニアスはいまだに山上と平野の周りにはっきり見える黄色い境界線について語っている。しかし、岩の上に見える線が非常に高い位置にあるため、それを古代の平野を襲った洪水の深さを示す印であると信じることは困難である。この線はおそらく蒸発によって生まれた。岩の下部は常に湿っているが、上部は比較的乾燥した状態にあるため、時間の経過とともに色に違いが生じる。
ただし、ペネオスの平野が大規模な洪水に複数回さらされてきたことは確かである。プリニウスはペネオスで大きな洪水が5回発生したと証言している。エラトステネスは洪水の記憶すべき事例を地下水路の閉塞と関連づけて語っている。それによると、閉塞した地下水路が再び開かれた後、ラドン川とアルペイオス川に大量の水が流れ込んで溢れ出し、オリンピアの神域一帯を水浸しにした。エラトステネスの説明は現代の同様の出来事によって確認されている。1821年、地下水路が遮られ、18平方キロメートルから21平方キロメートルにおよぶ耕作地が水浸しになるまで平地で水位が上昇し続けた。1832年までペネオスではそのような状態が続いたが、地下の水路が再び開くと、ラドン川とアルペイオス川が溢れ、下流域のオリンピアの平野は洪水に見舞われた。他の古代の作家は地下水路とペネオスの川の地下の経路をそれとなく言及している。

## 歴史

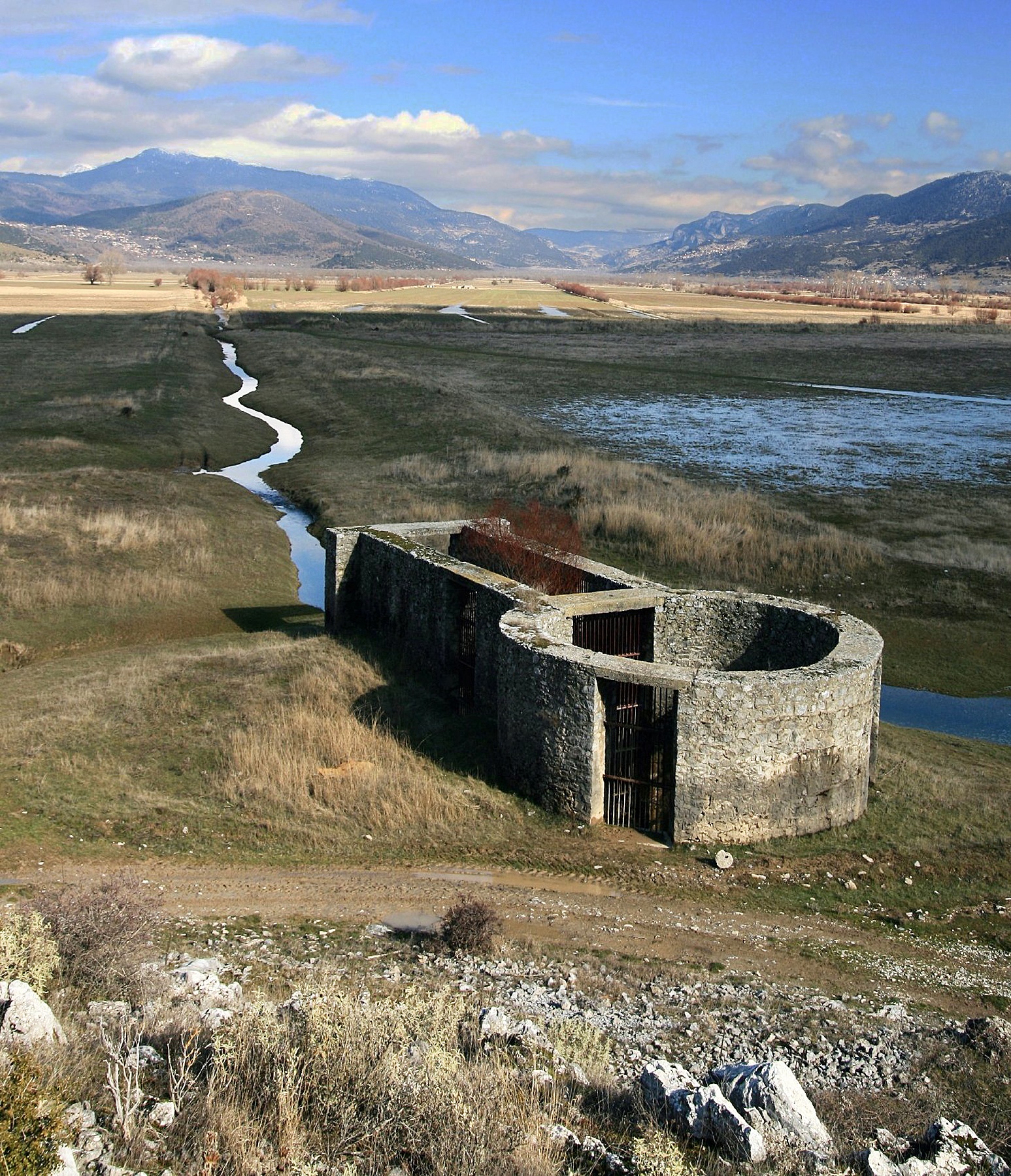
ペネオスの地下水路。ヘラクレスが大地を掘って、地下へ流れ込む排水口を作ったと伝えられる。

ペネオスはホメロスの叙事詩『イリアス』第2巻の軍船表で早くも言及されている。ペネオスは歴史時代よりも神話時代に称賛された。ウァッロによると、トロイア王家の祖ダルダノスはペネオスの王だった。しかし大洪水に襲われたとき、ダルダノスはペネオスを息子ディマスに与え、自分は住民の何割かを連れてサモトラケ島に移住した。ウァッロの述べる伝説を取り上げたジェームズ・フレイザーは、洪水の起きやすいペネオスの土地柄から生まれた伝説だろうと述べている。ウェルギリウスは、エウアンドロスがギリシアを訪問したトロイア王家のアンキセスと友情を結び、アンキセスのために彼の先祖の居城であったペネオスを案内したと語っている。その後、イタリア半島に渡ったエウアンドロスは怪物カークスに苦しめられたが、ヘラクレスがこれを退治して助けた。彼がアンキセスの息子アイネイアスをもてなしたのはトロイア落城後のことである。
パウサニアスの時代にはこの都市は寂れていたようである。ペネオスのアクロポリスにあったアテナ・トリトニア（トリトンのアテナ）の神殿は廃墟となっていた。注目すべきものとしてはオデュッセウスが奉納したと伝えられるポセイドン・ヒッピオス（馬を御すポセイドン）のブロンズ像があり、アクロポリスから下りると競技場があった。ペネオスはヘラクレスの兄弟イピクレスが死去した土地と伝えられ、丘の上ではイピクレスの英雄祭祀が行われた。またヘルメス神がとりわけ崇拝され、ヘルメスの石彫神像を祀った神殿があり、ヘルマイア競技祭が催された。
ペネオスからは周辺の町へ通じるいくつかの道路があった。このうち、アカイア地方への北部の道路はペネオスの平野を通り抜けた。この道路には町から15スタディオン離れたところにアポロン・ピュティオス（ピュトに坐すアポロン）の神殿があり、これはパウサニアスの時代には廃墟となっていたが、人々は今でもこの場所でアポロンとアルテミスを供儀したという。神殿の少し上で道は分かれ、左側はクラティス山を越えてアイゲイラに通じ、右側はペレネに向かって走っていた。アイゲイラとペネオスの境界線はアルテミス・ピュロニアの神殿、そしてペレネとペネオスの境界線はポリナス（ὁ καλούμενος Πωρ́ινας）と呼ばれ、リークは川であると推定したが、エルンスト・ローベルト・クルツィウスは岩であると考えた。
パウサニアスはペネオスから山の周りを西に向かう2本の道路、つまり、右または北西のノナクリス（Nonacris）とステュクス川とされる滝に通じる道路、および左のクレイトル（Cleitor）に通じる道路について説明している。ノナクリスはペネオスの領土にあった。クレイトルへの道は、最初はヘラクレスの運河に沿って走り、次に山を横切り、リュクリア（Lycuria）の村の近くで、ペネオスとクレイトルの自然の境界を形成した。山の反対側では道路はラドン川の水源を通り過ぎた。ラドン川が湧き出る山はペンテレイア（Πεντελεία）と呼ばれていた。プルタルコスが言及するペネオスの近くにあったペンテレイオン（Πεντέλειον）という名前の城塞はこの山の上にあったに違いない。

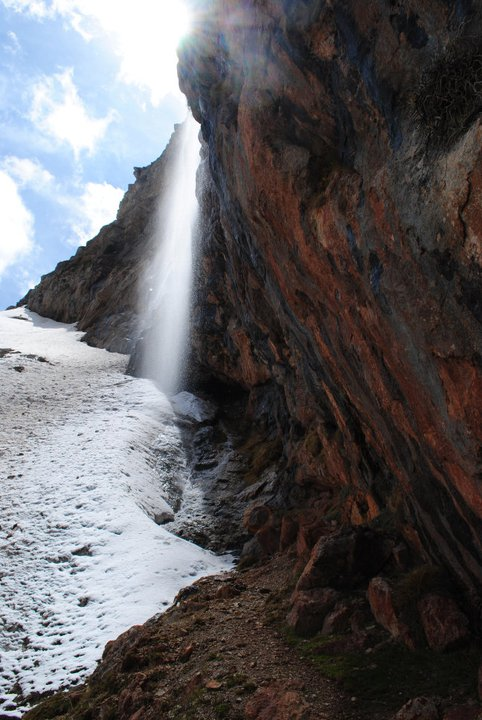
アロアニア山から流れ落ちるステュクスの滝。

ペネオスからの南道はオルコメノスに通じている。パウサニアスが旧市街に来たのはこの道だった。道路はオルコメノスの平野から狭い渓谷（φάραγξ）を通ってペネオスの平野に通じていた。峡谷の中央付近には泉があり、さらにその先のはずれにカリュアイ（Caryae）の村があった。両側の山はオリュクシス山（Ὄρυξις, Oryxis）およびスキアティス山（Σκίαθις, Sciathis）と名付けられ、どちらの山のふもとにも平野の水が流れ込む地下水路があった。ペネオスからの東の道は、2つの都市の境界を形成するゲロンティオン山（Geronteion）を越えてステュムパロスに通じていた。ゲロンティオン山の左側のペネオス領を通る道を行くと、トリクレナ（Τρίκρηνα, Trikrena）。この地には地名の由来となった3つの泉があり、生まれたばかりのヘルメス神はこの泉で洗われた。トリクレナの近くにはセピア（Σηπία, Sepia）と呼ばれる別の山があり、そこではアイピュトスは蛇の咬傷で死んだと言われていた。

## 考古学
ペネオスの遺跡がある山の低い斜面は、旧名カリヴィア（Kalyvia）、現在はアルカイア・フェネオス（Αρχαία Φενεός, Archaia Feneos）と呼ばれる村にある。ただし、現存する遺跡と比較すると、パウサニアの記述には多少の困難がある。パウサニアスは、アクロポリスは四方を切り立つような急勾配で囲まれており、そのわずかな部分だけが人為的に補強されたと言及している。しかしペネオスの遺跡が発見されている孤立した丘の頂上は、このような重要な都市のアクロポリスには明らかに小さすぎる。そしてその斜面は頑丈ではあるがつり合いが整っている。したがって、リークはこの丘の全体がペネオスのアクロポリスを形成し、下町が下の平野の一部にあったと仮定した。しかし丘全体はパウサニアスの記述から推測されるような急峻なものではなく、アクロポリスが近隣の他の高い場所にあった可能性もあり、古代遺跡が発見された丘は下町の一部だったかもしれない。

## ギャラリー

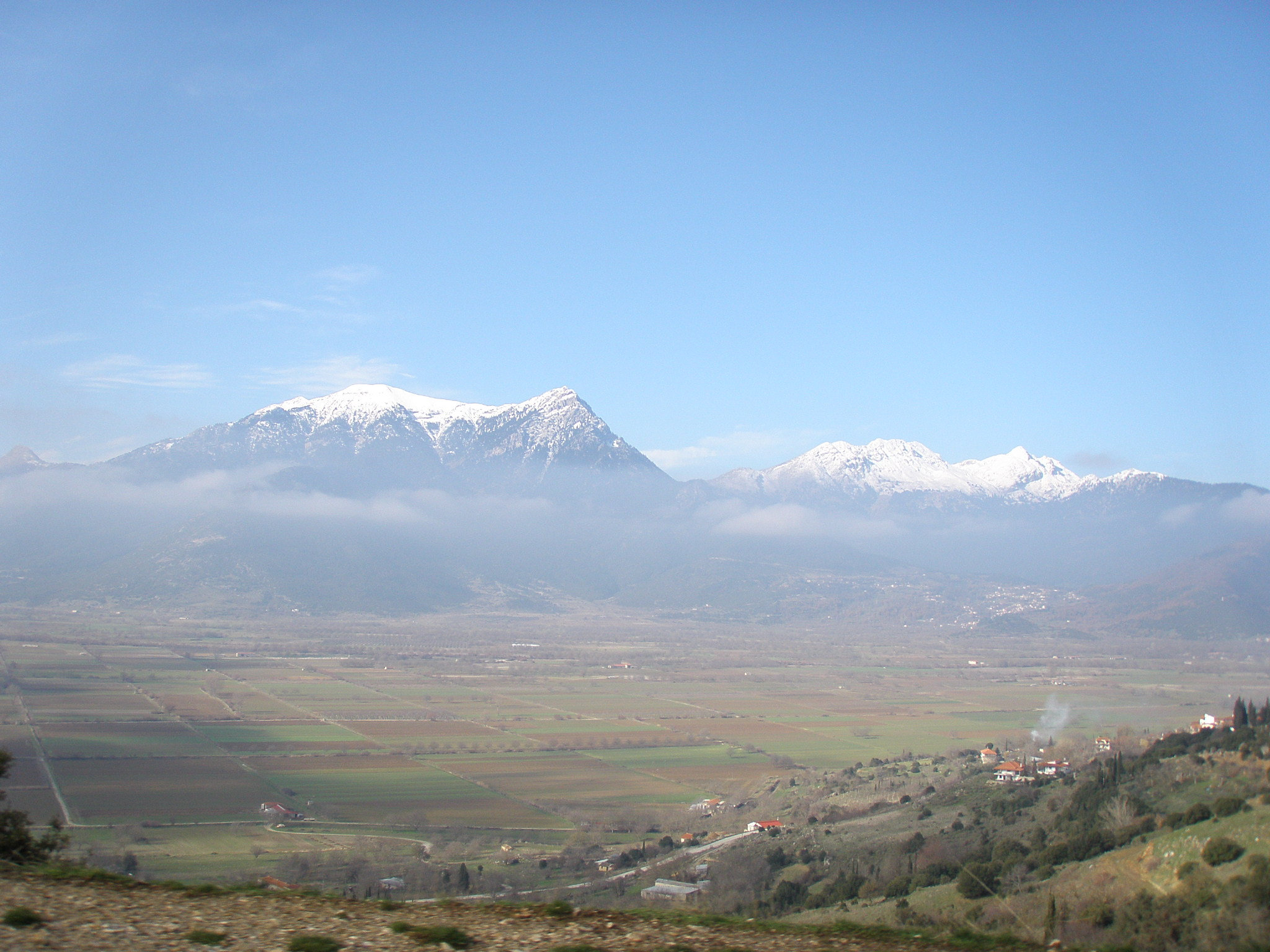
ペネオスの平野
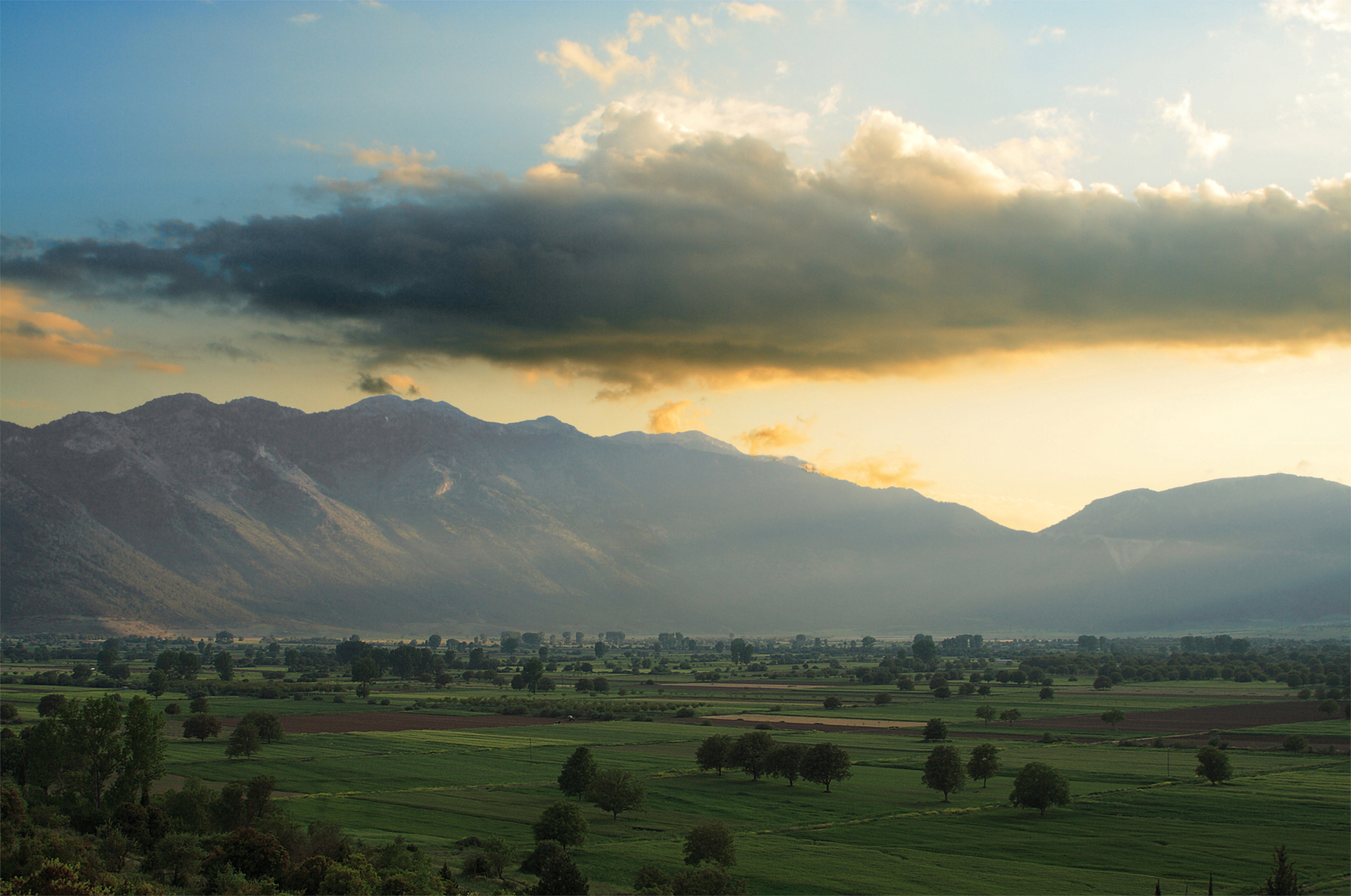
ペネオスの平野
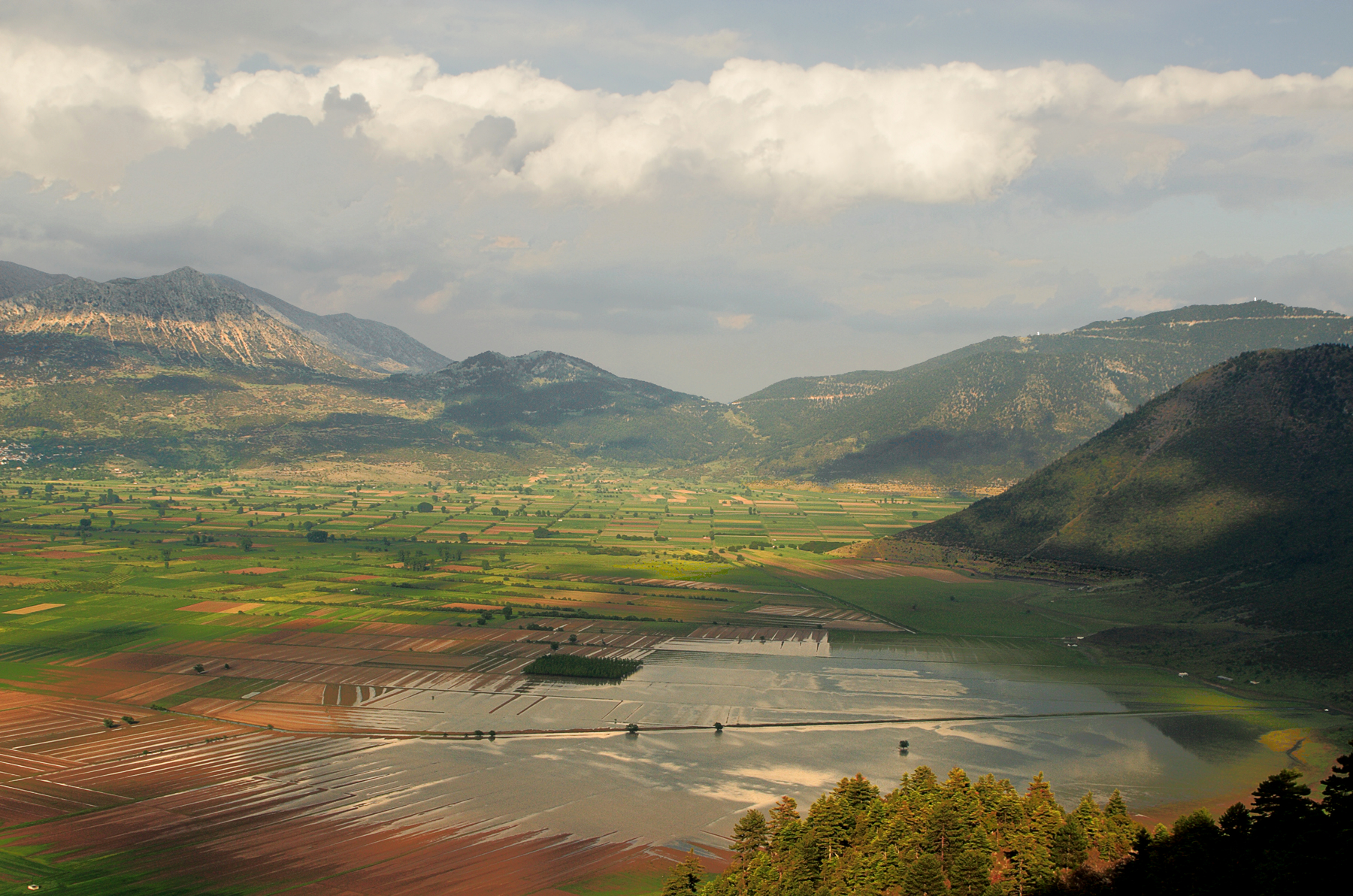
浸水した平野